# Vidasil
|                                          | Dieser Artikel wurde im Portal Werkstoffe zur Verbesserung eingetragen. Hilf mit, ihn zu bearbeiten, und beteilige dich an der Diskussion! |
| Vorlage:Portalhinweis/Wartung/Werkstoffe | |

Vidasil ist ein extrem temperaturbeständiges Material. Es wurde von
der Jugoslawin Vida Popovic entwickelt. Vidasil widersteht Temperaturen 
von bis zu 1500 °C. Es ist extrem säurefest. Vidasil isoliert Spannungen bis zu  
3000 Volt. Das Material scheint besonders für Anwendungen in der Metallurgie
und im Schiffbau geeignet. Es wurde auf der Erfindermesse in Brüssel
1986 mit einem Preis ausgezeichnet.